# 2006年トリノオリンピックの日本選手団
2006年トリノオリンピックの日本選手団（2006ねんトリノオリンピックのにっぽんせんしゅだん）は、2006年2月10日から26日まで開催された2006年トリノオリンピックの日本選手団。各選手の試合結果。選手所属は2006年時点のもの。

## 概要
- 人員：238人（選手112人、役員126人）
主将：岡崎朋美（スピードスケート）
副将：村主章枝（フィギュアスケート）
開会式旗手：加藤条治（スピードスケート）
閉会式旗手：加藤条治（スピードスケート）
結団式旗手代行：岡部孝信（スキージャンプ）　
  - スキー：37人
  - スノーボード：13人
  - スケート：35人
  - バイアスロン：10人
  - ボブスレー・リュージュ：12人
  - カーリング：5人
- 結団式・壮行会：1月22日（新高輪プリンスホテル）
- 解団式：2月27日（イタリア・ミラノ）

## メダル獲得者
荒川静香がフィギュアスケート選手としては日本人初（アジア初）の金メダルを獲得した。しかし、一方で日本が獲得したメダルはこの金1個のみに終わり、開会前にJOCが掲げていた目標個数の5個には遠く及ばなかった。

### 金メダル
- 荒川静香（フィギュアスケート女子シングル）

## スキー

### アルペン
- 監督：山中茂（雄山高校）
- コーチ：児玉修（小賀坂スキー製作所）、ゲオルグ・アントン・ホールリグル(SAJ)、三増健一(SAJ)、ドゥシャン・ブラジャック(SAJ)、トーマス・シェードレ(SAJ)、伊佐早信昭(SAJ)
- トレーナー：石毛勇介（国際武道大学）、江口典秀（アステボディデザインラボ）、大内民司（大内はり灸治療院）、柿谷朱実(SAJ)
- 佐々木明（ガーラ湯沢スキークラブ）
  - 大回転途中棄権（1本目途中棄権）
  - 回転途中棄権（1本目54秒37、2回目途中棄権）
- 皆川賢太郎（チームアルビレックス新潟）
  - 回転4位（1分44秒18＝53秒44＋50秒74）
- 湯浅直樹（北海道東海大学スキー部）
  - 回転7位（1分44秒57＝54秒76＋49秒81）
- 生田康宏（東京美装スキー部）
  - 回転47位（2分23秒28＝1分15秒19＋1分08秒09）
- 吉岡大輔（チームアルビレックス新潟）
  - 大回転24位（2分45秒03＝1分23秒78＋1分21秒25）
- 廣井法代（チームアルビレックス新潟）
  - 大回転26位（2分16秒66＝1分04秒63＋1分12秒03）
  - 回転29位（1分33秒59＝44秒74＋48秒85）
- 星瑞枝（日本体育大学学友会スキー部）
  - 回転27位（1分33秒38＝45秒35＋48秒03）
- 関塚真美（チームJWSC）
  - 回転38位（1分37秒72＝47秒22＋50秒50）

### クロスカントリー
- 監督：佐藤昭（ウイル）
- コーチ：藤本豊久（川田工業）、岡本英男（北海道旅客鉄道）、小境啓之（全日本スキー連盟）
- 技術スタッフ：佐藤勇治（陸上自衛隊冬季戦技教育部隊）、ファビオ・ギサフィ（全日本スキー連盟）、フェルナンド・プビル・ブルーナ（全日本スキー連盟）、ヤン・ミカエル・エバート・ヨンソン（全日本スキー連盟）
- トレーナー：倉石一枝（元気工房 くつろぎ鍼灸院）
- 恩田祐一（アインズスキークラブ）
  - 個人スプリント26位（準々決勝敗退）（予選2分17秒53、準々決勝2分22秒3）
- 蛯沢克仁（川田工業スキー部）
  - 15kmクラシカル43位（41分25秒8）
  - 15km+15kmパシュート42位（1時間21分16秒2=クラシカル41分25秒2+フリー39分22秒3）
  - 50km49位（2時間10分39秒6）
- 駒村俊介（ワセダクラブ）
  - 個人スプリント43位（予選敗退）（予選2分22秒38）
  - 15km+15kmパシュート途中棄権（前半クラシカル途中棄権）
  - 50km59位（2時間14分08秒08）
- 成瀬野生（早稲田大学スキー部）
  - 15kmクラシカル42位（41分22秒0）
  - 15km+15kmパシュート59位（1時間25分21秒3=クラシカル42分52秒0+フリー42分0秒6）
  - 50km途中棄権
- チームスプリント（蛯沢克仁、恩田祐一）予選敗退（17分46秒6）
- 夏見円（JR北海道スキー部）
  - 個人スプリント17位（準々決勝敗退）（予選2分16秒30、準々決勝2分19秒9）
- 福田修子（弘果スキーレーシング）
  - 個人スプリント24位（準々決勝敗退）（予選2分17秒82、準々決勝2分18秒2）
- 横山寿美子（セコム上信越スキー部）
  - 7.5km＋7.5kmパシュート30位（45分58秒6＝クラシカル21分19秒1＋フリー24分6秒5）
  - 30kmフリー37位（1時間29分41秒3）
- 石田正子（JR北海道スキー部）
  - 10kmクラシカル31位（30分24秒0）
  - 7.5km＋7.5kmパシュート35位（46分37秒7＝クラシカル21分28秒6＋フリー24分32秒4）
- 曽根田千鶴（北海道自衛隊スキー連盟）
  - 7.5km＋7.5kmパシュート38位（46分45秒08＝クラシカル21分59秒2＋フリー24分9秒9）
  - 30kmフリー25位（1時間27分25秒8）
- チームスプリント（夏見円、福田修子）8位（準決勝17分33秒1、決勝17分27秒6）
- 4×5kmリレーフリー（福田修子、石田正子、横山寿美子、夏見円）12位（56分57秒8）

### スキージャンプ
- チームリーダー：丸山庄司（対岳館）
- 監督：笠谷幸生（札幌国際ビル）
- コーチ：カリ・サカリ・ユリアンティラ（全日本スキー連盟）、小田正紀（ミズノ）、横川朝治（北野建設）
- 技術スタッフ：オットマー・シャイドライター（全日本スキー連盟）
- トレーナー：梅本稔（スカンヂナビア
- 総務：吉田千賀（全日本スキー連盟）
- 伊東大貴（土屋ホームスキー部）
  - ノーマルヒル（予選99.0m/123.0、決勝100m/126.0＋96.0m/120.5＝243.5）18位
  - ラージヒル （予選123.0m/110.9、決勝112.5m/82.5）42位（1回目で敗退）
- 葛西紀明（土屋ホームスキー部）
  - ノーマルヒル（予選103m/132.5、決勝100m/126.0＋95.5m/115.0＝241.0）20位
  - ラージヒル（予選126.0m/117.3、決勝120m/104.0＋128.5m/123.3＝227.3）12位
- 岡部孝信（雪印スキー部） 
  - ノーマルヒル（予選101.0m/127.5、決勝96.5m/118.0＋94.5m/111.5＝229.5）23位
  - ラージヒル（予選129.5m/122.1、決勝125m/115.0＋128.5m/121.8＝236.8）8位
- 一戸剛（アインズスキークラブ）
  - ラージヒル（予選113.0m/89.9、決勝122.5m/108.5＋115.5m/93.9＝202.4）25位
- 伊藤謙司郎（下川商業高校）
- 原田雅彦（雪印スキー部）
  - ノーマルヒル予選失格
- ラージヒル団体6位（893.1）
  - 1本目426.8（伊東大貴121.5m、一戸剛121.0m、葛西紀明122.5m、岡部孝信121.0m）
  - 2本目466.3（伊東大貴121.5m、一戸剛119.5m、葛西紀明130.5m、岡部孝信132.0m）

### ノルディック複合
- 監督：早坂毅代司（東京美装興業）
- コーチ：成田収平（アインズ）、河野孝典（全日本スキー連盟）、阿部雅司（東京美装興業）、ユルキ・イルマリ・ウオテラ（全日本スキー連盟）
- トレーナー：エサ・アンテロ・ツェッターマン（全日本スキー連盟）
  - 個人順位（トップからのタイム差：前半スキージャンプノーマルヒル＝後半スタートハンディ＆15kmクロスカントリー）
  - 個人スプリント順位（トップからのタイム差：前半スキージャンプラージヒル＝後半スタートハンディ＆7.5kmクロスカントリー）
- 高橋大斗（土屋ホームスキー部）
  - 個人途中棄権（233.5/97.5m＋96.0m＝1分56秒＆途中棄権）
  - 個人スプリント15位（＋1分02秒4：107.7/121.0m＝1分12秒＆18分19秒4）
- 北村隆（東京美装スキー部）
  - 個人43位（＋7分32秒7：192.5/87.5m＋88.5m＝4分40秒＆42分37秒3）
- 畠山陽輔（秋田ゼロックススキー部）
  - 個人32位（＋4分45秒2：235.0/98.0m＋97.0m＝1分50秒＆42分39秒8）
  - 個人スプリント22位（＋1分14秒0：116.1/125.5m＝0分38秒＆19分05秒0）
- 小林範仁（東京美装スキー部）
  - 個人16位（＋2分38秒5：217.0/94.0m＋92.0m＝3分02秒＆39分21秒1）
  - 個人スプリント18位（＋1分07秒0：103.9/117.0m＝1分27秒＆18分09秒0）
- 渡部暁斗（白馬高校）
  - 個人スプリント19位（＋1分08秒3：115.4/127.0m＝0分41秒＆18分56秒3）
- 団体6位（トップ＋1分43秒4）
  - 前半スキージャンプラージヒル（＋0分49秒：864.2）
    - 1本目437.7（畠山陽輔124.5m、小林範仁122.0m、北村隆120.0m、高橋大斗122.0m）
    - 2本目426.5（畠山陽輔123.0m、小林範仁124.5m、北村隆110.5m、高橋大斗122.0m）

  - 後半クロスカントリー（4×5kmリレー）50分47秒0

### フリースタイル/モーグル
- 監督：林辰男（三栄実業）
- ヘッドコーチ：高野弥寸志（ホテルリステル猪苗代）
- チーフコーチ：ドミニク・ゴーチェDominick Gauthier（全日本スキー連盟）
- コーチ：伊藤篤（シンコウ）
- トレーナー：寒川美奈（北海道大学医学部保険学科）、増田雄一（リニアート）
- 上野修（チームリステル）20位
決勝20位19.54点 Turns=10.1(3.4 3.1 3.3 3.4 3.6) Air=3.93 Time=5.51（23秒79）
予選15位23.03点 Turns=12.3(4.0 4.1 4.0 4.2 4.2) Air=5.43 Time=5.30（24秒40）
- 尾崎快（青稜高校）30位（予選落ち）
予選30位19.70点 Turns=9.4(3.0 3.2 3.4 3.0 3.2) Air=4.39 Time=5.91（22秒63）
- 附田雄剛（チームリステル）32位（予選落ち）
予選32位19.13点 Turns=10.5(3.4 3.6 3.5 3.2 3.7) Air=3.65 Time=4.98（25秒36）
- 上村愛子（北野建設スキークラブ）5位
決勝5位24.01点 Turns=12.5(4.0 4.3 4.1 4.2 4.2) Air=5.75 Time=5.76（28秒47）
予選5位24.20点 Turns=12.4(4.1 4.0 4.0 4.3 4.4) Air=5.89 Time=5.91（27秒90）
- 里谷多英（フジテレビスキー部）15位
決勝15位22.12点 Turns=11.3(3.3 3.8 3.7 3.8 4.0) Air=4.80 Time=6.02（27秒51）
予選9位23.63点 Turns=12.4(4.1 4.0 4.1 4.4 4.2) Air=5.12 Time=6.11（27秒18）
- 伊藤みき（近江兄弟社高等学校）20位
決勝20位17.78点 Turns=7.5(2.8 2.2 2.9 1.8 2.5) Air=4.30 Time=5.98（27秒67）
予選15位22.34点 Turns=11.7(3.9 4.0 3.8 3.7 4.3) Air=4.93 Time=5.71）28秒65）
- 畑中みゆき（佐川急便スキークラブ）27位（予選落ち）
予選27位 18.61点 Turns=9.1(2.9 3.0 2.8 3.3 3.2) Air=3.88 Time=5.63（28秒93）

### フリースタイル/エアリアル
- コーチ：松井陽子（チームリステル）、デビット・ベルミューラーDavid Belhumeur（全日本スキー連盟）
- 水野剣（ノースランドスキークラブ）25位　157.67点　予選落ち
予選1本目＝90.04点（A&F=16.9　LDG=3.45　Jump:bFdFF　DD=4.425）
予選2本目＝67.63点（A&F=14.9　LDG=1.80　Jump:bFFF　DD=4.050）
- 逸見佳代（スキーチームゼロ）21位　129.40点　予選落ち
予選1本目＝57.48点（A&F=13.9　LDG=4.35　Jump:bFF　DD=3.150）
予選2本目＝71.92点（A&F=18.5　LDG=6.30　Jump:bLF　DD=2.900）

## スノーボード
- 監督：佐々木峻（天山リゾート）
- コーチ：綿谷直樹（全日本スキー連盟）、治部忠重（全日本スキー連盟）、内山康恵（全日本スキー連盟）、クリストフ・ギナマー（全日本スキー連盟）、小嶋久幸（小嶋アカデミー）、二星謙一（ジェームスインターナショナルコーポレーション）、楠木孝司（国際サービス）
- 技術スタッフ：広瀬智晴（小嶋アカデミー）
- トレーナー：綿谷美佐子（医療法人朋仁会整形外科北新病院）

### パラレル大回転
- 鶴岡剣太郎（スポーツ・スタント）28位（予選敗退）
1分18秒14（39秒71、38秒43）
- 竹内智香（小島アカデミー） 9位（決勝トーナメント1回戦敗退）
予選 1分21秒67
決勝1回戦 タイム差 0.24秒
- 家根谷依里（北海道東海大学スキー部） 18位（予選敗退）
予選 1分23秒21

### ハーフパイプ
- 中井孝治（チームアメリカン）14位RUN1：36.0点()、RUN2：36.8点(7.5 7.5 7.7 6.9 7.2)
- 村上史行(Cruise)22位RUN1：27.9点()、RUN2：31.1点(6.1 6.1 6.8 6.5 5.5)
- 國母和宏（登別大谷高校）23位RUN1：26.9()、RUN2：31.0点(6.3 6.4 6.7 5.7 5.9)
- 成田童夢（チームキスマーク）35位RUN1：31.5点()、RUN2：14.7点(2.6 3.4 3.2 2.1 3.4)
- 中島志保（チームヨネックス）9位
- 山岡聡子（アネックスインフォメーション（株）アネックススノーボードクラブ）10位
- 伏見知何子(TEAM UP-SPORTS)12位
- 今井メロ（ロシニョール・ディナスタースキークラブ）34位

### スノーボードクロス
- 千村格（チームヨネックス）16位（準々決勝敗退）（予選1分22秒83、準々決勝3組4位、13-16位決定戦4位）
- 藤森由香（チームJWSC）7位（準決勝敗退）（予選1分32秒46、準々決勝4組2位、準決勝2組4位、5－8位決定戦3位）

## スケート

### スピードスケート
- 監督：鈴木惠一
- コーチ：長田照正（富士急行）、青柳徹（日本体育大学）、今村俊明（日本電産サンキョー）、羽田雅樹（ダイチ）、小湊勇樹（日本電気）、外ノ池信平（アルピコグループ松本電気鉄道）、和田貴志（富士急行）、山本雅彦（アルピコグループ東洋観光事業）、高村洋平（日本電産サンキョー）
- トレーナー：竹澤いち子、内藤純子（グローバルスポーツ医学研究所）、柳浩史（小守スポーツマッサージ療院）
- 総務：岸加代子、濱谷公宏（日本スケート連盟）
- 技術スタッフ：黒岩悟（ミズノ）
- 及川佑（びっくりドンキー）
  - 500m4位（70秒56=35秒35+35秒21）
- 加藤条治（日本電産サンキョー）
  - 500m6位（70秒78=35秒59+35秒19）
- 清水宏保（日本電気）
  - 500m18位（71秒44=35秒66+35秒78）
- 長島圭一郎（日本電産サンキョー）
  - 500m13位（71秒14=35秒67＋35秒47）
  - 1000m32位（1分11秒78）
- 今井裕介（群馬県スケート連盟）
  - 1000m20位（1分10秒48）
  - 1500m34位（1分50秒56）
- 中嶋敬春（日本体育大学研究員）
  - 1000m27位（1分11秒10）
  - 1500m38位（1分51秒61）
- 宮崎今佐人（緑陽会）
  - 5000m21位（6分40秒03）
- 牛山貴広（エムウェーブ）
  - 1000m28位（1分11秒21）
  - 1500m35位 （1分50秒59）
  - 5000m27位（6分51秒53）
- 杉森輝大（チームディスポルテ）
  - 1500m24位（1分49秒51）
- 男子団体追い抜き（宮崎今佐人、中嶋敬春、杉森輝大、牛山貴広）8位
  - タイムトライアル（宮崎今佐人、中嶋敬春、牛山貴広・4分38秒3）8位
  - 準々決勝●（宮崎今佐人、杉森輝大、牛山貴広・3分53秒88）カナダ○
  - 7-8位決定戦●（宮崎今佐人、杉森輝大、牛山貴広・3分50秒37）ドイツ○
- 岡崎朋美（富士急行）
  - 500m4位（76秒92=38秒46+38秒46）
  - 1000m16位（1分17秒63）
- 大菅小百合（日本電産サンキョー）
  - 500m8位（77秒39=38秒74+38秒65）
- 吉井小百合（日本電産サンキョー）
  - 500m9位（77秒43=38秒68+38秒75）
  - 1000m15位（1分17秒58）
- 渡邊ゆかり（富士急行）
  - 500m15位（78秒65=39秒19+39秒46）
- 田畑真紀（ダイチ(株)） 
  - 1000m17位（1分17秒64）
  - 1500m15位（2分0秒77）
  - 3000m14位（4分12秒38）
- 外ノ池亜希（アルピコグループ松本電気鉄道）
  - 1000m17位（1分17秒64）
- 大津広美（富士急行）
  - 1500m33位（2分4秒77）
- 根本奈美（チームディスポルテ）
  - 1500m29位（2分2秒34）
- 石野枝里子（富士急行）
  - 1500m22位（2分1秒85）
  - 3000m13位（4分11秒21）
- 妹尾栄里子（アルピコグループ松本電気鉄道）
  - 3000m20位（4分16秒27）
- 女子団体追い抜き（石野枝里子、大津広美、田畑真紀、根本奈美、妹尾栄里子）4位
  - タイムトライアル（田畑真紀、大津広美、根本奈美）7位3分8秒34
  - 準々決勝○（田畑真紀、大津広美、石野枝里子・追い抜き）ノルウェー●
  - 準決勝●（田畑真紀、根本奈美、石野枝里子・3分5秒95）カナダ○
  - 3位決定戦●（田畑真紀、大津広美、石野枝里子・追い抜かれ）ロシア○

### フィギュアスケート
- 監督：城田憲子
- コーチ：吉岡伸彦（千葉大学）、伊東秀仁（日本ジェノス）、佐々木盟子、長光歌子（臨海スポーツセンター）、キャロル・ヘイス・ジェンキンス（Winter-Hurst Ice Rink）、佐藤信夫（新横浜プリンスホテルスケートセンター）、佐藤久美子（新横浜プリンスホテルスケートセンター）、ナタリア・リニチュク、ニコライ・モロゾフ
- トレーナー：加藤修（OKトレーナーズルーム）
- 総務：福留富枝、松村達郎（日本スケート連盟）

略称は、SP＝ショートプログラム、FS＝フリー・スケーティング、OD＝オリジナルダンス、FD＝フリーダンス。

#### シングル
- 髙橋大輔（関西大学）8位（SP：73.77＋FS：131.12＝204.89）
  - SP：73.77（5位）＝要素38.45＋構成35.32（技術7.21、つなぎ6.86、演技7.04、振付7.07、曲7.14）
  - FS：131.12（9位）＝要素58.82＋構成73.3（技術15.08、つなぎ14.28、演技14.5、振付14.72、曲14.72、減点1）
- 荒川静香（プリンスホテル）1位（SP：66.02＋FS：125.32＝191.34）
  - SP：66.02（3位）＝要素35.93＋構成30.09（技術6.26、つなぎ5.83、演技6.06、振付6.03、曲5.91）
  - FS：125.32（1位）＝要素62.32＋構成63.00（技術12.86、つなぎ12.18、演技12.69、振付12.58 、曲12.69）
- 村主章枝（avex）4位（SP：61.75＋FS：113.48＝175.23）
  - SP：61.75（4位）＝要素32.61＋構成29.14（技術5.91、つなぎ5.6、演技5.86、振付5.86 、曲5.91）
  - FS：113.48（4位）＝要素54.23＋構成59.25（技術12.06、つなぎ11.42、演技11.82、振付11.89、曲12.06）
- 安藤美姫（中京大附属中京高校）15位（SP：56.00＋FS：84.20＝140.2）
  - SP：56.00（8位）＝要素29.12＋構成26.88（技術5.57、つなぎ5.20、演技5.31、振付5.37、曲5.43）
  - FS：84.20（16位）＝要素35.69＋構成48.51（技術10.62、つなぎ9.78、演技9.94、振付10.06、曲10.11、減点2）

#### 混合アイスダンス
- 渡辺心（新横浜プリンスFSC）、木戸章之（新横浜プリンスFSC）
15位（規定：27.95（17位）＋OD：46.59（15位）＋FD：78.87（15位）＝153.41）

### ショートトラック
- 監督：川上隆史（山梨学院大学）
- コーチ：柏原幹史（柏原工務店）、杉尾憲一（サンコー）、青木義彰（南佐久スケート協会）、椿文子（エムエイトスポーツクラブ）
- ドクター：高尾良英（藤沢湘南台病院）
- トレーナー：渡邉つぐみ（グローバルスポーツ医学研究所）
- 総務：吉野貴順（駿河台大学）
- 寺尾悟（トヨタ自動車（株））
  - 500m6位（準決勝敗退）（予選42秒607、準々決勝42秒471、準決勝42秒120、6－7位決定戦42秒377）
  - 1000m準々決勝敗退（予選1分29秒090、準々決勝1分28秒499）
  - 1500m9位（準決勝敗退）（予選2分31秒903、準決勝2分21秒774、7-12位決定戦10位2分24秒875、決勝で失格者が出たため順位繰上げ）
- 西谷岳文（（株）サンコー）
  - 500m予選敗退（43秒212）
- 末吉隼人（早稲田大学）
  - 1500m予選落ち）2分25秒280）
- 藤本貴大（山梨学院大学）
- 有野美治（山梨学院大学）
- 男子5000Mリレー予選失格（有野美治、藤本貴大、西谷岳文、末吉隼人、寺尾悟）
- 神野由佳（綜合警備保障（株））
  - 500m準々決勝敗退）予選45秒848、準々決勝47秒356）
  - 1000m予選敗退（1分33秒959）
  - 1500m7位（予選2分37秒865、準決勝2分44秒057、8－13位決定戦9位2分29秒540、決勝で失格者2名が出たため順位繰上げ）
- 田中千景（岡谷東高校）
  - 500m予選敗退（46秒387）
- 小澤美夏（阪南大学）
  - 1000m準決勝敗退（予選1分33秒977、準々決勝1分34秒715、準決勝1分33秒337）
- 山田伸子（福岡柔整クラブ）
- 勅使川原郁恵（（株）赤塚）
  - 1500m予選落ち（2分30秒977）
- 3000mリレー7位（田中千景、神野由佳、小沢美夏、山田伸子、予選4分21秒413、5－8位決定戦8位4分35秒096、決勝で中国チーム失格の為順位繰上げ）

## バイアスロン
- 監督：小館操（陸上自衛隊冬季戦技教育部隊）
- コーチ：山口繁、石岡勝宏、風間淳、瀧澤明博（全員陸上自衛隊冬季戦技教育部隊）
- ドクター：成田寛志（青森県立保健大学）
- 菅恭司（陸上自衛隊冬季戦技教育部隊）
  - 10km72位（30分10秒6・P2）
  - 20km14位（56分57秒7・P1）
  - 15kmマススタート（一斉スタート）30位（52分01秒6・P5）
- 笠原辰己（陸上自衛隊冬季戦技教育部隊）
  - 10km49位（29分7秒0・P1）
  - 20km68位（1時間2分44秒6・P5）
  - 12.5kmパシュート52位（41分42秒0・P7）
- 井佐英徳（陸上自衛隊冬季戦技教育部隊）
  - 10km40位（28分37秒1・P1）
  - 20km64位（1時間2分33秒2・P6）
  - 12.5kmパシュート37位（39分11秒2・P5）
- 蛯沢大輔（陸上自衛隊冬季戦技教育部隊）
  - 10km64位（29分49秒7・P3）
- 齊藤慎弥（陸上自衛隊冬季戦技教育部隊）
  - 20km79位（1時間5分29秒4・P8）
- 4×7.5kmリレー（笠原辰己、井佐英徳、菅恭司、斉藤慎弥）12位（1時間25分15秒6・P2）
- 築館郁代（陸上自衛隊冬季戦技教育部隊）
  - 7.5km51位（25分17秒0・P1）
  - 10kmパシュート（周回遅れ・P8）
  - 15km56位（57分24秒4・P4）
- 大高友美（陸上自衛隊冬季戦技教育部隊）
  - 15km70位（1時間0分22秒2・6）
- 目黒香苗（陸上自衛隊冬季戦技教育部隊）
  - 7.5km64位（26分19秒9・P4）
  - 15km38位（55分28秒4・P5）
- 田中珠美（陸上自衛隊冬季戦技教育部隊）
  - 7.5km65位（26分20秒6・P5）
  - 15km33位（55分15秒5・P4）
- 泉めぐみ（陸上自衛隊冬季戦技教育部隊）
- 4×6kmリレー（大高友美、目黒香苗、田中珠美、築舘郁代）16位（1時間26分09秒0・P4）

## ボブスレー・リュージュ

### ボブスレー
- 監督：大賀康弘（松陽高校）
- 清川卓（サニウェイ）
- 小林竜一（鳥取県体育協会）
  - 2人乗り27位（2分52秒19＝57秒27＋57秒02＋57秒90（4回目進めず））
- 桧野真奈美（十勝エコロジーパーク財団）
- 長岡千里（ニッシン）
  - 2人乗り15位（3分57秒49＝59秒41＋58秒80＋59秒51＋59秒77）

### リュージュ
- 監督：百瀬定雄（聖徳大学）
- コーチ：高松一彦（日本ボブスレー・リュージュ連盟）
- 牛島茂昭（太陽グループ）
  - 一人乗り34位（4分07秒348＝53秒306＋1分29秒310＋52秒414＋52秒318）
- 小口貴久（信州大学大学院生・研究生）
  - 一人乗り20位（3分30秒108＝52秒795＋52秒449＋52秒498＋52秒366）
- 林部吾郎（篠ノ井ゴルフパーク・ウィーゴ）
- 戸城正貴（（医）クリニック1・9・8札幌）
  - 2人乗り12位（1分35秒860＝48秒067＋47秒793）
- 原田窓香（信州大学）
  - 一人乗り13位（3分11秒650＝48秒042＋47秒852＋47秒989＋47秒767）

### スケルトン
- 監督：村田賢俊（高岡市民スポーツ振興事業団）
- コーチ：松本整（クラブコング）
- 越和宏（システックス）11位（1分58秒05＝58秒65＋ 59秒40）
- 稲田勝（太陽グループ）18位（1分59秒37＝59秒63＋59秒74）
- 中山英子（信濃毎日新聞社）14位（2分32秒9＝1分1秒82＋1分2秒10）

## カーリング
- 監督：阿部晋也（青森市文化スポーツ振興公社）
- コーチ：フジ・ロイ・ミキ
- トレーナー：高橋小夜利（国立スポーツ科学センター）
- 小野寺歩（青森市文化スポーツ振興公社）、林弓枝（青森市文化スポーツ振興公社）、本橋麻里（青森明の星短期大学）、目黒萌絵（弘前大学）、寺田桜子（青森公立大学）
  - 1次リーグ敗退（4勝5敗・7位）
    - ●日本5－7ロシア○
    - ○日本6－5アメリカ●（11エンド）
    - ●日本4－9ノルウェー○（9エンド）
    - ●日本5－9デンマーク○
    - ○日本5－2カナダ●
    - ●日本7－8スウェーデン○（11エンド）
    - ○日本10－5イギリス●（9エンド）
    - ○日本6－4イタリア●
    - ●日本5－11スイス○（8エンド）

## 選手団本部
下記他2名が参加。
- 団長：遅塚研一（常務理事、総務委員会委員長）
- 副団長：池上三紀（選手強化本部常任委員）
- 総監督：亀岡寛治（選手強化本部常任委員）
- 本部役員（競技担当）：村里敏彰（理事、選手強化本部常任委員）
- 本部役員（広報担当/プレスアタッシェ）：竹内浩（理事、事業・広報専門委員会副委員長）
- 本部役員（総務担当）：西村賢二（事務局強化部）
- アタッシェ：西山愼二（在ミラノ日本国総領事館）
- 本部員：柳谷直哉（事務局強化部）
- 本部員：萩原直樹（事務局強化部）
- 本部員：幅雅樹（事務局強化部）
- 本部員：宮部行範（事務局強化部）
- 本部員：杉山武史（ヴァッレ・ダオスタ州政府観光局）
- メディカルスタッフ（ドクター）：大西祥平（専任スポーツドクター）
- メディカルスタッフ（ドクター）：奥脇透（アンチ・ドーピング委員会委員）
- メディカルスタッフ（ドクター）：向井直樹（専任スポーツドクター）
- メディカルスタッフ（トレーナー）：片寄正樹（医学サポート部会員）
- 本部員（輸送）：甲山明夫(JTB)
- 本部員（輸送）：小島和久(JTB)
- 本部員（輸送）：樺山昌史(JTB)
- 本部員（情報・記録）：河合季信（情報戦略部会員）
- 本部員（警備担当）：中澤光二（ライジングサンセキュリティーサービス）